# Torneo de Eastbourne 2013
El AEGON International de 2013 es un torneo de tenis. Pertenece al ATP Tour 2013 en la categoría ATP World Tour 250, y al WTA Tour 2013 en la categoría Premier. El torneo tendrá lugar en la ciudad de Eastbourne, Reino Unido, desde el 17 de junio hasta el 24 de junio de 2013.

## Cabeza de serie

### Individual masculino
| Tenista               | Ranking | Preclasificada |
| Milos Raonic          | 15      | 1              |
| Gilles Simon          | 17      | 2              |
| Philipp Kohlschreiber | 18      | 3              |
| Juan Mónaco           | 20      | 4              |
| Kevin Anderson        | 23      | 5              |
| Alexandr Dolgopolov   | 24      | 6              |
| Andreas Seppi         | 26      | 7              |
| Fabio Fognini         | 31      | 7              |

### Dobles masculino
| Tenista                        | Ranking | Preclasificada |
| Alexander Peya Bruno Soares    | 15      | 1              |
| Robert Lindstedt Daniel Nestor | 26      | 2              |
| Leander Paes Radek Štepánek    | 27      | 3              |
| Colin Fleming Jonathan Marray  | 42      | 4              |

### Individual femenino
| Tenista             | Ranking | Preclasificada |
| Agnieszka Radwańska | 4       | 1              |
| Na Li               | 6       | 2              |
| Angelique Kerber    | 7       | 3              |
| Petra Kvitová       | 8       | 4              |
| Caroline Wozniacki  | 9       | 5              |
| Maria Kirilenko     | 10      | 6              |
| Ana Ivanovic        | 12      | 7              |
| Nadia Petrova       | 13      | 8              |

### Dobles femenino
| Tenista                           | Ranking | Preclasificada |
| Nadia Petrova Katarina Srebotnik  | 11      | 1              |
| Liezel Huber Sania Mirza          | 26      | 2              |
| Anna-Lena Grönefeld Květa Peschke | 38      | 3              |
| Flavia Pennetta Yelena Vesnina    | 53      | 4              |

## Campeones

### Individuales masculino
Feliciano López venció a  Gilles Simon por 7-6(7-2), 6-7(5-7), 6-0 

### Individuales femenino
Yelena Vesnina venció a  Jamie Hampton por 6-2, 6-1

### Dobles masculino
Alexander Peya /  Bruno Soares vencieron a  Colin Fleming /  Jonathan Marray por 3-6, 6-3, [10-8]

### Dobles femenino
Nadia Petrova  /  Katarina Srebotnik vencieron a  Monica Niculescu  /  Klára Zakopalová por 6-3, 6-3